# Clubes Asociados Progreso Rowing e Independiente
Clubes Asociados Progreso Rowing Independiente (también conocido por su acrónimo CAPRI) es un asociación de clubes de la ciudad de Posadas, Misiones. Posee en el una amplia variación de deportes y disciplinas como: 
- fútbol
- hockey
- natación
- vóley
- basquetbol
- taekwondo
- judo
- jiujitsu
- karate
- patín artístico
- gimnasio
- yoga
- canotaje
- gimnasia
- tenis
- paddle
- rugby

## Historia del Club
El club Rowing nace en los años 50' y tenía como su actividad fundamental el canotaje además de ya incorporar otros deportes como el futbol y rugby. En el año 1960 el club social Progreso se unió al Rowing por problemas económicos y así nació el Progreso Rowing Club, quien fue pionero en muchos deportes de la provincia de Misiones.
A fines del año 2008 un club más se unió a la asociación, el club Independiente de Posadas, quien contaba con la pileta de natación olímpica más prestigiosa de la ciudad. Y así finalmente para noviembre de ese año se conformó el club C.A.P.R.I. (Clubes Asociados Progreso Rowing Independiente).

## El Rugby

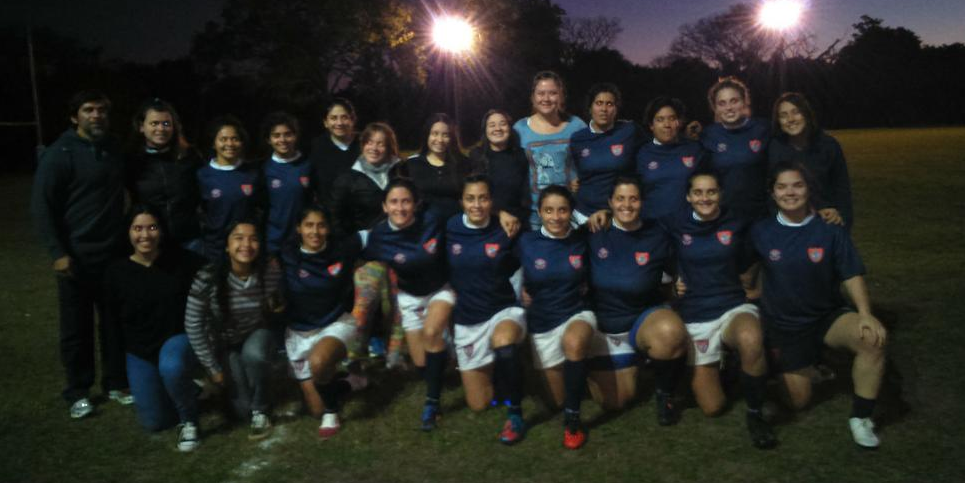
Plantel femenino del Capri 2015

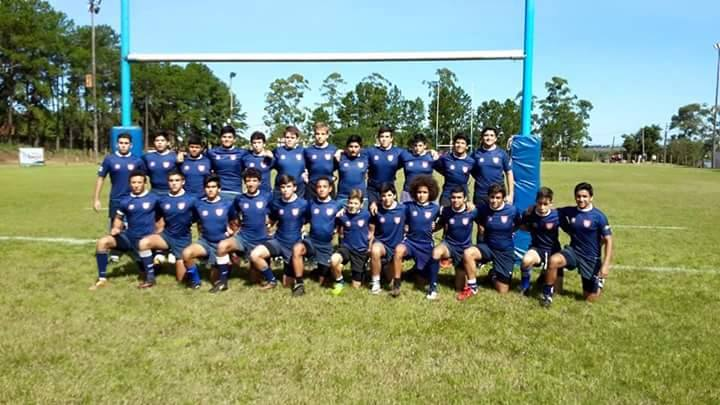
Categoría M15 de Rugby del CAPRI 2015

El rugby nació casi con el club, uno de los clubes pioneros de este deporte en el litoral y en la actualidad uno de los referentes más directos de la provincia de Misiones.
Cuenta con divisiones que van desde M8 a M14 (rugby infantil), M15 a M19 (rugby juvenil), Intermedia y Primera. Además un equipo de rugby femenino, que es un referente directo a nivel regional y nacional.

## Palmarés

### Femenino
| Torneos oficiales         | Torneos oficiales |
| Competición               | Títulos           |
| ------------------------- | ----------------- |
| Torneo Nacional de Clubes | 2016.             |

## Jugadores temporada 2010-2011

### Forwards
| - Joel Ciunfrini - Eduardo Ramírez - Emmanuel Arrechea - Lelo Koteski - Mauro Romero - Federico Tarnowski - Alejandro Romero - Nicolas Palaguerra - Horacio Kosteski - Bruno Núñez - Facundo Tejerina - Paul Echeverría - Franco Cecconi |

### Backs
| - Matias Falero - Francisco Peralta - Sebastian Falero - Ignacio Oviedo - Roberto González - Fernando Tejedor - Mauro De Luca - Gonzalo Solís - Francisco Chaves - Gustavo Verón - Facundo Tejedor - Camilo Insaurralde - Matías De Benito - Lucas De Luca - Raimundo Augusto Nacke |